# Martinsburg (Ohio)
Martinsburg es una villa ubicada en el condado de Knox en el estado estadounidense de Ohio. En el Censo de 2010 tenía una población de 237 habitantes y una densidad poblacional de 514,08 personas por km².

## Geografía
Martinsburg se encuentra ubicada en las coordenadas 40°16′11″N 82°21′16″O / 40.26972, -82.35444. Según la Oficina del Censo de los Estados Unidos, Martinsburg tiene una superficie total de 0.46 km², de la cual 0.46 km² corresponden a tierra firme y (0.56%) 0 km² es agua.

## Demografía
Según el censo de 2010, había 237 personas residiendo en Martinsburg. La densidad de población era de 514,08 hab./km². De los 237 habitantes, Martinsburg estaba compuesto por el 93.67% blancos, el 1.69% eran afroamericanos, el 1.27% eran amerindios, el 0.42% eran asiáticos, el 0% eran isleños del Pacífico, el 0.42% eran de otras razas y el 2.53% pertenecían a dos o más razas. Del total de la población el 0% eran hispanos o latinos de cualquier raza.